# Saitō Saizō
Saitō Saizō (jap. 斎藤 才三; * 24. September 1908 in der Präfektur Osaka; † 30. November 2003) war ein japanischer Fußballspieler.

## Nationalmannschaft
1930 debütierte Saitō für die japanische Fußballnationalmannschaft. Saitō bestritt zwei Länderspiele. Mit der japanischen Nationalmannschaft qualifizierte er sich für die Far Eastern Championship Games 1930.